# Зелений Кут (Кам'янський район)
Зелений Кут — село в Україні, у Криничанській селищній громаді Кам'янського району Дніпропетровської області.
Населення — 144 мешканця.

## Географія
Село Зелений Кут знаходиться на правому березі річки Мокра Сура, вище за течією на відстані 0,5 км розташоване село Степанівка, нижче за течією на відстані 0,5 км розташоване село Іллінка, на протилежному березі — село Рогівське. Паралельно руслу річки зроблено кілька ставків.

## Населення

### Мова
Розподіл населення за рідною мовою за даними перепису 2001 року:
| Мова       | Відсоток |
| ---------- | -------- |
| українська | 94,4 %   |
| російська  | 5,6 %    |